# Sellero
Sellero is een gemeente in de Italiaanse provincie Brescia (regio Lombardije) en telt 1509 inwoners (31-12-2004). De oppervlakte bedraagt 14,0 km², de bevolkingsdichtheid is 113 inwoners per km².
De volgende frazioni maken deel uit van de gemeente: Scianica.

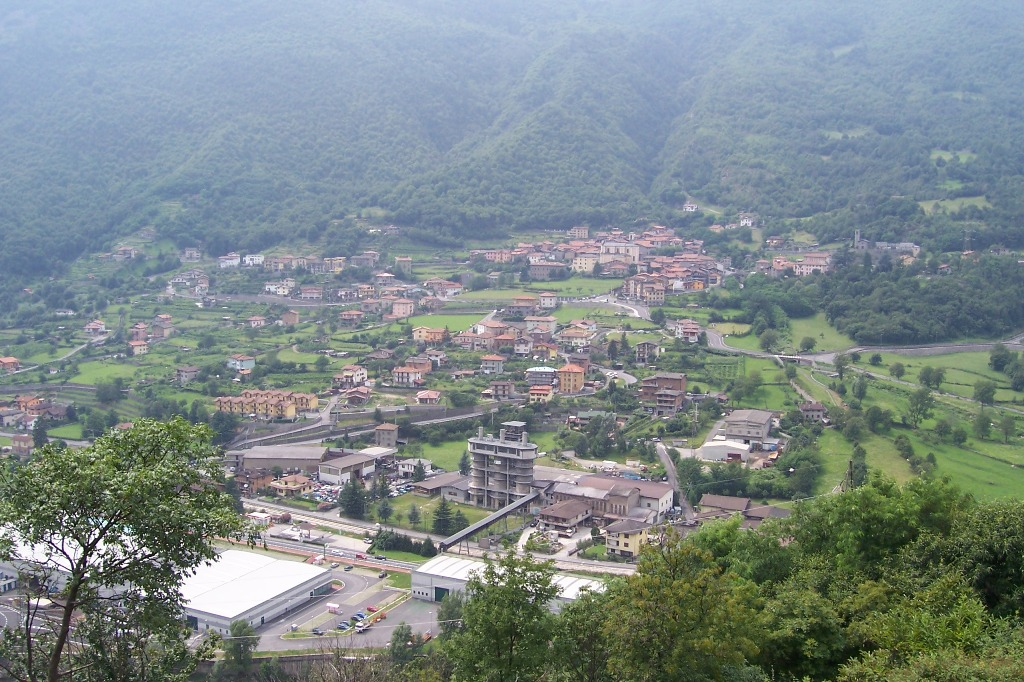
Sellero
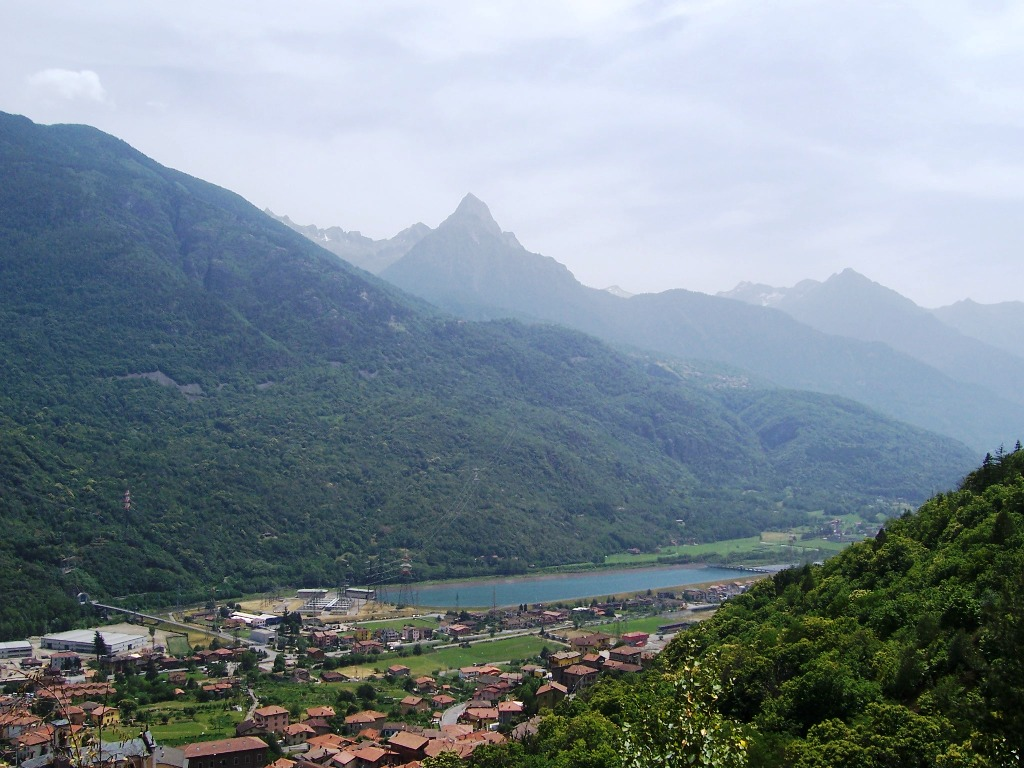
Scianica
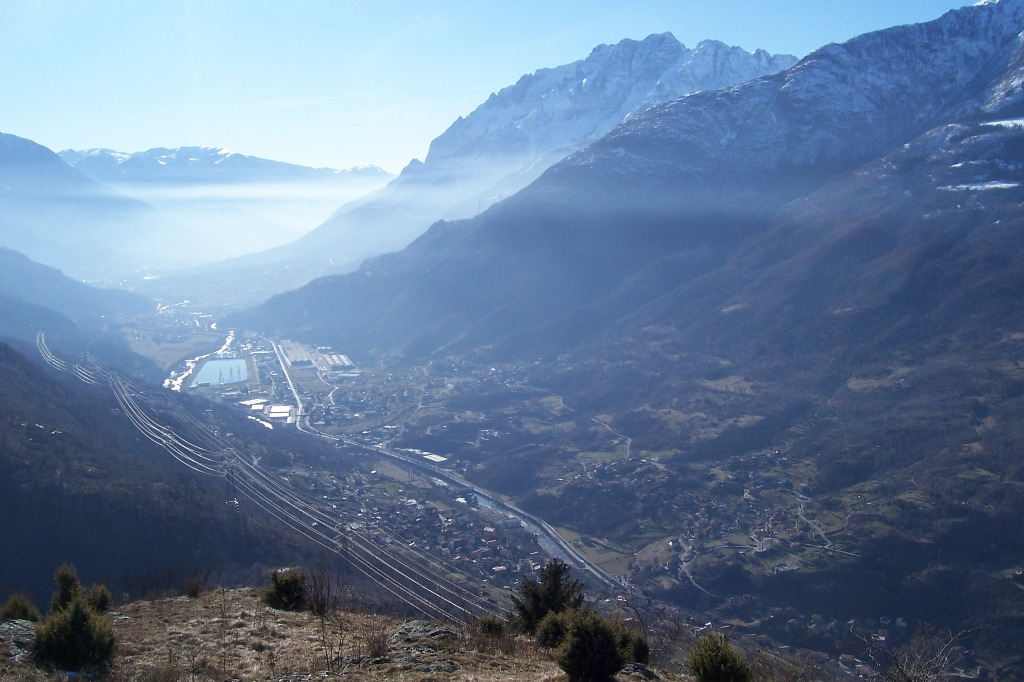
Gebied rond Sellero

## Demografie
Sellero telt ongeveer 591 huishoudens. Het aantal inwoners daalde in de periode 1991-2001 met 2,2% volgens cijfers uit de tienjaarlijkse volkstellingen van ISTAT.
| Jaar | Inwoneraantal |
| ---- | ------------- |
| 1991 | 1508          |
| 2001 | 1475          |

## Geografie
Sellero grenst aan de volgende gemeenten: Berzo Demo, Capo di Ponte, Cedegolo, Paisco Loveno.